# Андварі
Андварі (дослівно — «обережність») — цверґ (карлик) у ґермано-скандинавській мітолоґії, який охороняв золото нібелунґів та вмів перетворюватися на рибу. Андварі фігурує в піснях «Старшої Едди» «Мова Реґіна» та «Мова Фафніра». В опері «Перстень Нібелунґа», написаній Ріхардом Ваґнером за мотивами епічної поеми «Старша Едда», цей персонаж носить ім'я Альберіх.
Прокляття Андварі сягало кожного, хто заволодів скарбами Нібелунґів. Саме з невідворотного прокляття Андварі почалась історія про прокляте золото, фіналом якої стали смерть Сіґурда (Зіґфріда), загибель Ґуннара та жахлива помста Ґудрун — дружини Сіґурда.

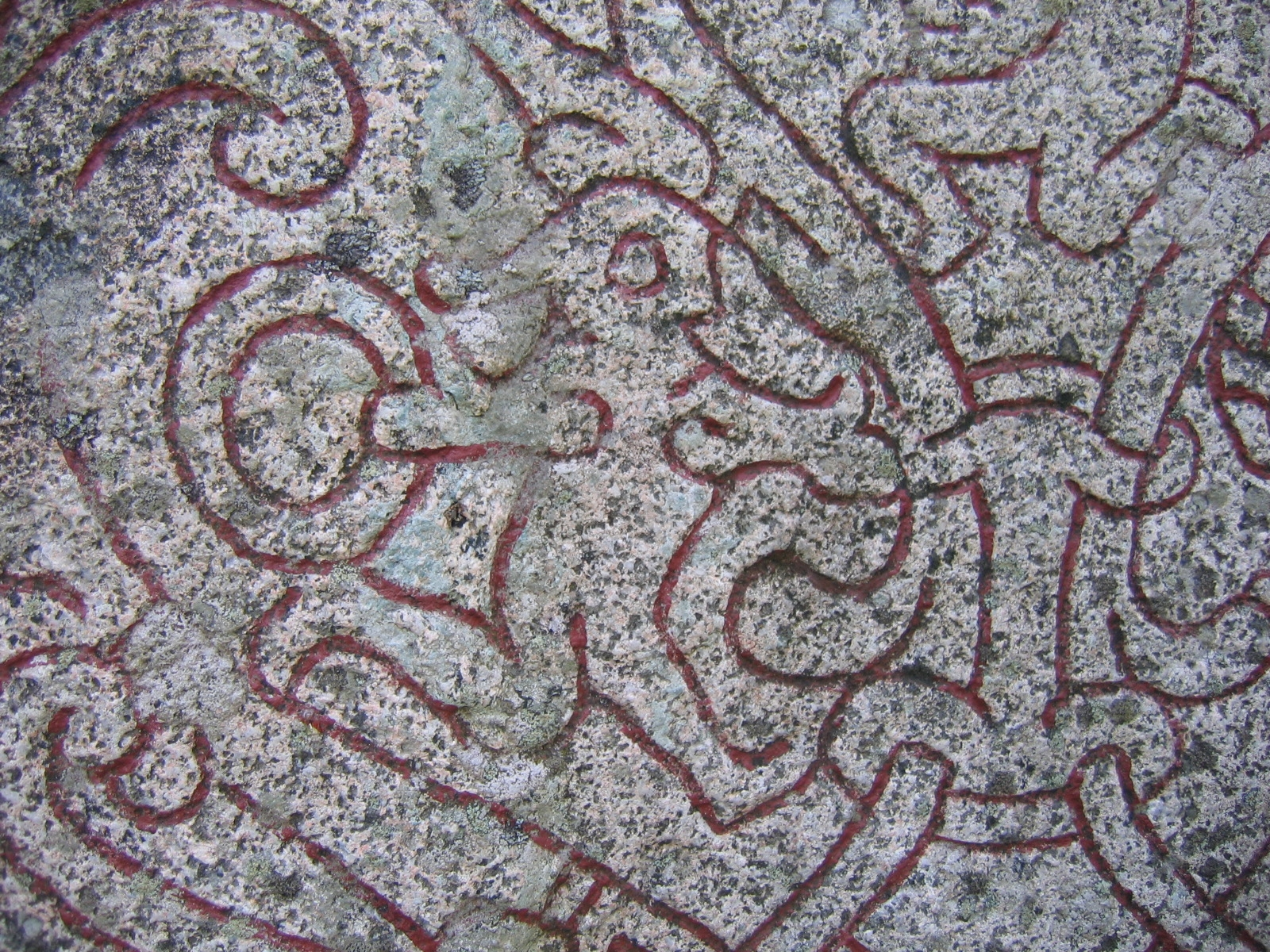
Андварі на Камені Сіґурда

Троє асів — Одін, Локі та Гьонір — повинні були виплатити магові Грейдмарові велику компенсацію за вбивство його сина. Аси під час однієї з мандрівок хотіли заночувати в Греймдара й Локі, побачивши на березі видру, що спала, убив її каменем, аби таким чином розплатитися за нічліг. Видрою виявився Отр, син мага, який перебував у такому вигляді.
Здобути гроші мав Локі (поки інші залишались заручниками у мага), який вирушив до богині моря Ран. Вона дала йотуну свою магічну риболовну сітку, з якою Локі вирушив до Альфгейму, де у вигляді щуки мешкає Андварі.
Локі за допомогою сітки богині Ран вдалося зловити карлика й, в обмін на свободу, ас витребував у Андварі викуп золотом. Цверґ віддав йому все своє золото й хотів залишити при собі лише один магічний перстень, за допомогою якого він міг би накопичувати нове багатство. Але Локі почав вимагати й цей перстень і Андварі мусив підкоритися.
Тоді розгніваний ґном вимовив прокляття, аби перстень приносив смерть кожному своєму володареві й прокляття це в «Пісні про Нібелунґів» насправді переслідує всіх володарів персня доти, доки скарб Нібелунґів не буде повернуто водам річки Рейн.